# 拉沙佩勒蒙莫罗
拉沙佩勒蒙莫罗（法語：La Chapelle-Montmoreau，法語發音：[la ʃapɛl mɔ̃mɔʁo]）是法国多尔多涅省的一个市镇，位于该省中北部，属于农特龙区。

## 地理
拉沙佩勒蒙莫罗（45°26'55"N, 0°38'35"E）面积8.09 平方千米，位于法国新阿基坦大区多爾多涅省，该省份为法国西南部内陆省份，是法國本土面积第三大的省，大致对应佩里戈尔地区，北起顺时针与夏朗德省、上维埃纳省、科雷兹省、洛特省、洛特-加龙省、吉倫特省和滨海夏朗德省接壤。
与拉沙佩勒蒙莫罗接壤的市镇（或旧市镇、城区）包括：索圣昂热勒、尼佐讷河畔圣弗龙、佩里戈尔地区布朗托姆、圣庞克拉斯、坎萨克、佩里戈尔地区布朗托姆。

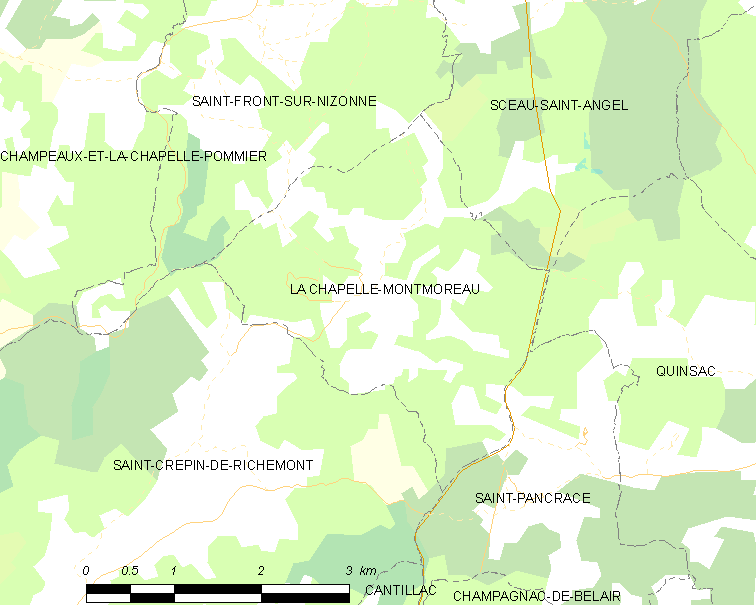
拉沙佩勒蒙莫罗的OSM定位图

拉沙佩勒蒙莫罗的时区为UTC+01:00、UTC+02:00（夏令时）。

## 行政
拉沙佩勒蒙莫罗的邮政编码为24300，INSEE市镇编码为24111。

## 政治
拉沙佩勒蒙莫罗所属的省级选区为佩里戈尔地区布朗托姆县。

## 人口

1962-2008年间拉沙佩勒蒙莫罗人口变化图示

拉沙佩勒蒙莫罗于2022年1月1日时的人口数量为75人。